# Amir Abdijanovic
Amir Abdijanovic (* 3. März 2001 in Dornbirn) ist ein österreichischer Fußballspieler.

## Karriere

### Verein
Abdijanovic begann seine Karriere beim FC Dornbirn 1913. Ab der Saison 2014/15 spielte er in der AKA Vorarlberg. Im Oktober 2016 spielte er gegen die Amateure des SCR Altach erstmals für seinen Stammklub Dornbirn in der Regionalliga. In der Saison 2016/17 kam er insgesamt zu zwei Regionalligaeinsätzen.
Zur Saison 2017/18 wechselte er nach Deutschland in die Jugend des VfL Wolfsburg. Im September 2018 absolvierte der Angreifer gegen den VfL Oldenburg seine erste Partie für die Reserve der Wolfsburger in der viertklassigen Regionalliga. Dies blieb für zwei Jahre sein einziges Regionalligaspiel, sonst spielte er ausschließlich für die A-Junioren. Zur Saison 2020/21 wurde er schließlich festes Kadermitglied. In der nach neun Spielen abgebrochenen Spielzeit kam er einmal zum Einsatz. Nach der Saison 2020/21 stellte die Reserve des VfL den Spielbetrieb ein.
Daraufhin kehrte Abdijanovic zur Saison 2021/22 nach Österreich zurück und schloss sich dem Bundesligisten SCR Altach an, bei dem er einen bis Juni 2023 laufenden Vertrag erhielt. Sein Debüt in der Bundesliga gab er im Oktober 2021, als er am zehnten Spieltag jener Saison gegen den FC Admira Wacker Mödling in der 72. Minute für Noah Bischof eingewechselt wurde. Dies blieb allerdings bis zur Winterpause sein einziger Einsatz für die Altacher. Im Jänner 2022 wechselte der Stürmer leihweise zum Zweitligisten Dornbirn, bei dem er einst seine Karriere begonnen hatte. Bis zum Ende der Leihe kam er zu elf Einsätzen in der 2. Liga, in denen er zweimal traf.
Zur Saison 2022/23 kehrte er nach Altach zurück. Dort kam er fortan regelmäßig in der Bundesliga zum Einsatz, in der Saison 2022/23 machte er 20 Spiele, in der Saison 2023/24 bis zur Winterpause 15. Im Februar 2024 löste er seinen Vertrag in Altach auf. Anschließend schloss er sich dem Zweitligisten SV Horn an, bei dem er einen bis Saisonende laufenden Kontrakt unterschrieb. Für Horn absolvierte er insgesamt 41 Zweitligapartien, in denen er 13 Tore erzielte. Am Ende der Saison 2024/25 stieg er mit dem Team aber aus der 2. Liga ab.
Abdijanovic wechselte daraufhin zur Saison 2025/26 zum Zweitligisten First Vienna FC, bei dem er einen bis 2027 laufenden Vertrag erhielt.

### Nationalmannschaft
Abdijanovic spielte im Oktober 2015 erstmals für eine österreichische Jugendnationalauswahl. Im August 2017 debütierte er im U-17-Team, für das er bis März 2018 zu sieben Einsätzen (zwei Tore) kam. Von September 2019 bis März 2020 spielte er neunmal für die U-19-Mannschaft und erzielte drei Treffer.